# Pronephrium heterophyllum
Pronephrium heterophyllum är en kärrbräkenväxtart som först beskrevs av Karel Presl, och fick sitt nu gällande namn av Holtt. Pronephrium heterophyllum ingår i släktet Pronephrium och familjen Thelypteridaceae. Inga underarter finns listade.